# Box-office 2019 au Canada et aux États-Unis
Cet article traite du box-office de 2019 au Canada et aux États-Unis.

## Classement
| Rang | Titre                                            | Pays | Réalisateur                   | Budget en USD | Recettes      | Week-End |
| ---- | ------------------------------------------------ | ---- | ----------------------------- | ------------- | ------------- | -------- |
| 1.   | Avengers: Endgame                                |      | Anthony et Joe Russo          | 356 000 000   | 858 373 000 $ | 20 (fin) |
| 2.   | Le Roi Lion                                      |      | Jon Favreau                   | 260 000 000   | 543 638 043 $ | 20 (fin) |
| 3.   | Star Wars, épisode IX : L'Ascension de Skywalker |      | J.J Abrams                    | 275 000 000   | 515 202 542 $ | 12 (fin) |
| 4.   | La Reine des Neiges 2                            |      | Jennifer Lee et Chris Buck    | 150 000 000   | 477 373 578 $ | 15 (fin) |
| 5.   | Toy Story 4                                      |      | Josh Cooley                   | 200 000 000   | 434 038 008 $ | 37 (fin) |
| 6.   | Captain Marvel                                   |      | Anna Boden et Ryan Fleck      | 152 000 000   | 426 829 839 $ | 17 (fin) |
| 7.   | Spider-Man: Far From Home                        |      | Jon Watts                     | 160 000 000   | 390 532 085 $ | 18 (fin) |
| 8.   | Aladdin                                          |      | Guy Ritchie                   | 183 000 000   | 355 559 216 $ | 24 (fin) |
| 9.   | Joker                                            |      | Todd Phillips                 | 55 000 000    | 335 451 311 $ | 22 (fin) |
| 10.  | Jumanji: Next Level                              |      | Jake Kasdan                   | 125 000 000   | 316 831 246 $ | 13 (fin) |
| 11.  | Ça : Chapitre 2                                  |      | Andrés Muschietti             | 79 000 000    | 211 590 403 $ | 12 (fin) |
| 12.  | Us                                               |      | Jordan Peele                  | 20 000 000    | 175 005 930 $ | 11 (fin) |
| 13.  | Fast and Furious: Hobbs and Shaw                 |      | David Leitch                  | 200 000 000   | 173 810 100 $ | 16 (fin) |
| 14.  | John Wick Parabellum                             |      | Chad Stahelski                | 75 000 000    | 171 015 687 $ | 17 (fin) |
| 15.  | À couteaux tirés                                 |      | Rian Johnson                  | 40 000 000    | 165 363 234 $ | 14 (fin) |
| 16.  | Dragons 3 : Le Monde caché                       |      | Dean DeBlois                  | 129 000 000   | 160 769 475 $ | 16 (fin) |
| 17.  | 1917                                             |      | Sam Mendes                    | 90 000 000    | 159 227 644 $ | 16 (fin) |
| 18.  | Comme des bêtes 2                                |      | Chris Renaud                  | 80 000 000    | 158 874 395 $ | 39 (fin) |
| 19.  | Pokémon : Détective Pikachu                      |      | Rob Letterman                 | 150 000 000   | 144 105 346 $ | 14 (fin) |
| 20.  | Once Upon a Time… in Hollywood                   |      | Quentin Tarantino             | 90 000 000    | 142 502 728 $ | 32 (fin) |
| 21.  | Shazam!                                          |      | David F. Sandberg             | 100 000 000   | 140 371 656 $ | 16 (fin) |
| 22.  | Le Mans 66                                       |      | James Mangold                 | 97 600 000    | 117 624 357 $ | 16 (fin) |
| 23.  | Dumbo                                            |      | Tim Burton                    | 170 000 000   | 114 766 307 $ | 19 (fin) |
| 24.  | Maléfique : Le Pouvoir du mal                    |      | Joachim Rønning               | 185 000 000   | 113 929 605 $ | 20 (fin) |
| 25.  | Glass                                            |      | M. Night Shyamalan            | 20 000 000    | 111 035 005 $ | 11 (fin) |
| 26.  | Godzilla 2 : Roi des monstres                    |      | Michael Dougherty             | 170 000 000   | 110 500 138 $ | 13 (fin) |
| 27.  | Sous un autre jour                               |      | Neil Burger                   | 37 500 000    | 108 252 517 $ | 16 (fin) |
| 28.  | Les Filles du docteur March                      |      | Greta Gerwig                  | 40 000 000    | 108 101 214 $ | 15 (fin) |
| 29.  | La Grande Aventure Lego 2                        |      | Mike Mitchell                 | 99 000 000    | 105 806 508 $ | 13 (fin) |
| 30.  | Queens                                           |      | Lorene Scafaria               | 20 000 000    | 104 963 598 $ | 19 (fin) |
| 31.  | La Famille Addams                                |      | Conrad Vernon et Greg Tiernan | 24 000 000    | 100 044 905 $ | 21 (fin) |

## Box-office par semaine
| #  | Date              | Film no 1                                        | Recettes      |
| -- | ----------------- | ------------------------------------------------ | ------------- |
| 1  | 4 janvier 2019    | Aquaman                                          | 31 003 280 $  |
| 2  | 11 janvier 2019   | Sous un autre jour                               | 20 355 000 $  |
| 3  | 18 janvier 2019   | Glass                                            | 40 328 920 $  |
| 4  | 25 janvier 2019   | Glass                                            | 18 884 440 $  |
| 5  | 1er février 2019  | Glass                                            | 9 548 795 $   |
| 6  | 8 février 2019    | La Grande Aventure Lego 2                        | 34 115 335 $  |
| 7  | 15 février 2019   | Alita: Battle Angel                              | 28 525 613 $  |
| 8  | 22 février 2019   | Dragons 3 : Le Monde caché                       | 55 022 245 $  |
| 9  | 1er mars 2019     | Dragons 3 : Le Monde caché                       | 30 028 540 $  |
| 10 | 8 mars 2019       | Captain Marvel                                   | 153 433 423 $ |
| 11 | 15 mars 2019      | Captain Marvel                                   | 67 988 130 $  |
| 12 | 22 mars 2019      | Us                                               | 71 117 625 $  |
| 13 | 29 mars 2019      | Dumbo                                            | 45 990 748 $  |
| 14 | 5 avril 2019      | Shazam!                                          | 53 505 326 $  |
| 15 | 12 avril 2019     | Shazam!                                          | 24 453 514 $  |
| 16 | 19 avril 2019     | La Malédiction de la dame blanche                | 26 347 631 $  |
| 17 | 26 avril 2019     | Avengers: Endgame                                | 357 115 007 $ |
| 18 | 3 mai 2019        | Avengers: Endgame                                | 147 383 211 $ |
| 19 | 10 mai 2019       | Avengers: Endgame                                | 63 299 904 $  |
| 20 | 17 mai 2019       | John Wick Parabellum                             | 57 025 000 $  |
| 21 | 24 mai 2019       | Aladdin                                          | 91 500 929 $  |
| 22 | 31 mai 2019       | Godzilla 2 : Roi des monstres                    | 47 776 293 $  |
| 23 | 7 juin 2019       | Comme des bêtes 2                                | 46 652 680 $  |
| 24 | 14 juin 2019      | Men in Black International                       | 30 035 838 $  |
| 25 | 21 juin 2019      | Toy Story 4                                      | 120 908 065 $ |
| 26 | 28 juin 2019      | Toy Story 4                                      | 57 932 000 $  |
| 27 | 5 juillet 2019    | Spider-Man: Far From Home                        | 92 579 212 $  |
| 28 | 12 juillet 2019   | Spider-Man: Far From Home                        | 45 300 000 $  |
| 29 | 19 juillet 2019   | Le Roi Lion                                      | 191 770 759 $ |
| 30 | 26 juillet 2019   | Le Roi Lion                                      | 75 524 000 $  |
| 31 | 2 août 2019       | Fast and Furious: Hobbs and Shaw                 | 60 038 950 $  |
| 32 | 9 août 2019       | Fast and Furious: Hobbs and Shaw                 | 25 265 795 $  |
| 33 | 16 août 2019      | Good Boys                                        | 21 402 605 $  |
| 34 | 23 août 2019      | La Chute du Président                            | 21 380 987 $  |
| 35 | 30 août 2019      | La Chute du Président                            | 11 799 409 $  |
| 36 | 6 septembre 2019  | Ça : Chapitre 2                                  | 91 062 152 $  |
| 37 | 13 septembre 2019 | Ça : Chapitre 2                                  | 39 606 550 $  |
| 38 | 20 septembre 2019 | Downton Abbey                                    | 31 033 665 $  |
| 39 | 27 septembre 2019 | Abominable                                       | 20 612 100 $  |
| 40 | 4 octobre 2019    | Joker                                            | 96 202 337 $  |
| 41 | 11 octobre 2019   | Joker                                            | 55 861 403 $  |
| 42 | 18 octobre 2019   | Maléfique : Le Pouvoir du mal                    | 36 948 713 $  |
| 43 | 25 octobre 2019   | Maléfique : Le Pouvoir du mal                    | 19 369 877 $  |
| 44 | 1er novembre 2019 | Terminator: Dark Fate                            | 29 033 832 $  |
| 45 | 8 novembre 2019   | Midway                                           | 17 897 419 $  |
| 46 | 15 novembre 2019  | Le Mans 66                                       | 31 474 958 $  |
| 47 | 22 novembre 2019  | La Reine des Neiges 2                            | 130 263 358 $ |
| 48 | 29 novembre 2019  | La Reine des Neiges 2                            | 85 977 773 $  |
| 49 | 6 décembre 2019   | La Reine des Neiges 2                            | 35 165 614 $  |
| 50 | 13 décembre 2019  | Jumanji: Next Level                              | 59 251 543 $  |
| 51 | 20 décembre 2019  | Star Wars, épisode IX : L'Ascension de Skywalker | 177 383 864 $ |
| 52 | 27 décembre 2019  | Star Wars, épisode IX : L'Ascension de Skywalker | 72 389 590 $  |